# Остиковичі
Остиковичі (також Остики, Остіки; біл. Осцікі, лит. Astikai) — литовський шляхетський рід XV—XVI ст. гербу «Труби». Походив від Станіслава Остиковича, сина литовського боярина Остика Крістіна (або Христина) (? — бл. 1442), потомки якого писались у Великому князівстві Литовському Остиковичами. Від другого сина Остика, Радзивіла Остиковича походив литовський рід Радзивілів.

## Історія
Головні маєтки Остиків знаходились на півночі Литви з центром у Біржах. У Білорусі Остиковичам належало кілька сіл у Свіслоцькій волості (Татарка, Жорнівка, Лучинка біля сучасних Осиповичів), Понятин і Вепрятин на Мінщині. Вплив роду був значно підірваний у 1580 році, коли Григорія Юрійовича Остика стратили за зраду. На його єдиному сині рід закінчився на початку XVII століття.
За пописом війська Великого князівства Литовського 1528 року Остиковичі разом із Радзивілами виставляли 958 коней — найбільше з усіх магнатських родин великого князівства.

## Генеалогія
- Христин Остік (? — 1442 або 1443) — впливовий литовський боярин І половини XV ст., каштелян віленський з 1418 року.
  - Радзиві́лл О́стикович (1384—1477) — державний, військовий і політичний діяч Великого князівства Литовського. Засновник білорусько-литовського роду Радзивіллів.
  - Станіслав Остикович (бл. 1420 — після 1460) — засновник роду Остиковичів
    - Григорій Станіславович Остик (?—1519) — маршалок дворний литовський (1494—1500, 1509—1519), воєвода троцький (1510—1519).
      - Станіслав Григорійович (? — 1519) — староста пенянський і ушпольський, крайчий великий литовський (1517—1519), воєвода полоцький (1519)
      - Григорій Григорійович (? — 1558) — крайчий великий литовський з 1519 до 1542 року, староста ковенський, упитський, воєвода новогрудський (1542—1544), каштелян віленський (1544—1557)
      - Юрій Григорійович (?—1546/1547) — маршалок господарський Великого князівства Литовського у 1546 р.
        - Миколай Юрійович (бл. 1520—1564)
        - Ян Юрійович (бл. 1525 — бл. 1545)
        - Юрій Юрійович (бл. 1530—1579) — воєвода мстиславський (1566—1578), смоленський (1578—1579).
        - Григорій Юрійович (? — 1580) — страчений за державну зраду.
          - Ян Григорійович Остік (бл. 1560 — після 1609) — суддя земський віленський (1608—1609), останній представник роду.